# Velika nagrada Penya Rhina 1933
Velika nagrada Penya Rhina 1933 je bila petnajsta neprvenstvena dirka za Veliko nagrado v sezoni 1933. Potekala 25. junija 1933 na dirkališču Montjuïc circuit. Zmagal je čilenski dirkač Juan Zanelli z Alfo Romeo, drugo mesto je osvojil njegov moštveni kolega Vasco Sameiro, tretje pa Marcel Lehoux z Bugattijem. 

## Dirka
| Poz | Št | Dirkač                | Moštvo           | Dirkalnik          | Krogi | Čas/Odstop | Št. m. |
| --- | -- | --------------------- | ---------------- | ------------------ | ----- | ---------- | ------ |
| 1   | 16 | Juan Zanelli          | Privatnik        | Alfa Romeo Monza   | 40    | 1:35:38.3  | 7      |
| 2   | 18 | Vasco Sameiro         | Privatnik        | Alfa Romeo Monza   | 40    | 1:37:24.0  | 8      |
| 3   | 4  | Marcel Lehoux         | Privatnik        | Bugatti T51        | 40    | 1:38:34.2  | 2      |
| 4   | 10 | Joaquin Palacio       | Privatnik        | Bugatti T35        | 40    | 1:39:34.2  | 5      |
| 5   | 8  | Tazio Nuvolari        | Scuderia Ferrari | Alfa Romeo Monza   | 38    | +2 kroga   | 4      |
| 6   | 24 | Edgard de Morawitz    | Privatnik        | Bugatti T51        | 36    | +4 krogi   | 10     |
| 7   | 12 | Jean-Marie de Texidor | Privatnik        | Bugatti T35B       | 36    | +4 krogi   | 6      |
| 8   | 32 | Emil Dourel           | Privatnik        | Amilcar C6         | 36    | +4 krogi   | 13     |
| Ods | 6  | Jean-Pierre Wimille   | Privatnik        | Alfa Romeo 8C-2300 | 32    | Vžig       | 3      |
| Ods | 20 | Vega                  | Privatnik        | Bugatti T35        | 22    | Uplinjač   | 9      |
| Ods | 28 | Oscar Stahel          | Privatnik        | Alfa Romeo Monza   | 18    |            | 11     |
| Ods | 30 | Luis Angli            | Privatnik        | Bugatti T35B       | 10    |            | 12     |
| Ods | 2  | Esteban Tort          | Nacional Pescara | Nacional Pescara   | 7     | Motor      | 1      |